# Frank Preissler
Frank Preissler (* 1. März 1959 in Berlin) ist ein deutscher Synchronautor, Synchronregisseur, Tonmeister und Musiker.

## Leben
Der gelernte Bürokaufmann und Tonmeister begann seine Laufbahn in der Synchronbranche 1984 bei der Berliner Union-Film.

### Synchronisation
Nach einigen Jahren in den Bereichen Ton, in der Umspielabteilung, als Editor, Vorführer und Tonassistent im Außendreh (Ein Heim für Tiere, Didi – Der Untermieter, Novembermond und Filme von Rosamunde Pilcher), als Tonmeister für Geräuschaufnahmen und Sprachaufnahmen, schlug er den Weg als Dialogbuchautor und Synchronregisseur ein.
So führte er unter anderem die Dialogregie bei dem US-Krimi Streets of Philadelphia – Unter Verrätern sowie der Filmkomödie 10 Items or Less – Du bist wen du triffst. Außerdem zeichnet Preissler für die deutsche Bearbeitung und Sprachaufnahmen für die Golden-Globe-nominierte Miniserie Human Trafficking – Menschenhandel (2008), der neuen Staffel der Zeichentrickserie Die Glücksbärchis, den Spielfilm Uupsies großer Tag, der französischen Erfolgsserie Tara Duncan, sowie aktuell für die MTV-Serie Teen Wolf (2012–2014), den japanischen Sci-Fi-Crime-Anime Psycho-Pass (2013), den neuesten Film von Anime-Regisseur Makoto Shinkai The Garden of Words (2013) und Tokyo Ghoul (2015) verantwortlich.
Er betreibt auch selbst seine eigene Firma („MemoryFilms“), die sich mit Biographien bzw. Kurzfilmen beschäftigt.

### Musik
Frank Preissler war auch Sänger und Gitarrist und gründete 1986 die Band „Graceland“, die sich der Songs von Elvis Presley annahm. Später erfolgte ein kleiner Ausflug in die Countryszene mit der Band „Coast to Coast“, bevor er dann 1991 als festes Mitglied als Lead/Backing-Sänger und Gitarrist der Berliner Club-Band „Petticoat“ beitrat.